# Helmut Baitsch
Helmut Baitsch (* 21. November 1921 in Spessart; † 3. August 2007) war ein deutscher Humangenetiker und Anthropologe, Rektor der Albert-Ludwigs-Universität Freiburg und der Universität Ulm.

## Leben
Baitsch studierte nach Abitur, Kriegsdienst an der Ostfront im Zweiten Weltkrieg (zum Schluss als Oberleutnant) und amerikanischer Kriegsgefangenschaft von 1946 bis 1950 Medizin und Naturwissenschaften an der Ludwig-Maximilians-Universität München. Dabei beschäftigte er sich bereits mit der genetisch orientierten Anthropologie, die in München durch Theodor Mollison geprägt war, den akademischen Lehrer von Baitschs Ehefrau. 1951 wurde Baitsch mit der Dissertationsschrift Über morphologische, psychologische und genealogische Untersuchungen an einer Durchschnittsbevölkerung, unter besonderer Berücksichtigung der Kretschmer’schen Konstitutionstypen zum Dr. med., 1952 mit einer Doktorarbeit mit dem Titel Die Mutter-Kind-Vererbung somatischer Merkmale zum Dr. rer. nat. promoviert. Außerdem arbeitete er mit Studien zur elektrophoretischen Trennungen von Proteinvarianten zur menschlichen Proteingenetik. 1958 habilitierte er sich mit einer Schrift über das Problem der Objektivierung des erbbiologischen Vaterschaftsnachweises. Diese Schrift ist in allen Exemplaren verloren gegangen. Er war zunächst als Wissenschaftlicher Assistent am Münchener Anthropologischen Institut und als Konservator an der Anthropologischen Staatssammlung in München tätig.
1961 wurde er Ordinarius für Anthropologie sowie Direktor des neu gegründeten Instituts für Anthropologie und Humangenetik an der Albert-Ludwigs-Universität Freiburg. Damit setzte er seinen Anspruch auf eine humangenetisch ausgerichtete Anthropologie durch. Da viele seiner Schüler auf Lehrstühle für Humangenetik berufen wurden, gilt er als Begründer einer „Freiburger Schule der Humangenetik“. Von 1966 bis 1968 amtierte er als Rektor der Freiburger Universität.
1970 ging er als Nachfolger des Gründungsrektors Ludwig Heilmeyer als Rektor auf Lebenszeit an die Universität Ulm. Hier versuchte er seine Vorstellungen bei der Entwicklung  der Ulmer Medizinisch-Naturwissenschaftlichen Hochschule umzusetzen, die aber auch innerhalb der Universität auf Widerstände stießen. 1975 trat er deshalb von seinem Amt zurück und übernahm einen neu geschaffenen Lehrstuhl für Anthropologie und Humangenetik. Seine Abteilung bearbeitete zunächst Wissenschaftsforschung, später kam Anthropologie hinzu.
Als Mitbegründer des Sonderforschungsbereichs Psychotherapeutische Prozesse trug Baitsch dazu bei, dass Rollenspiel und Psychodrama vielerorts Bestandteile der Medizinerausbildung wurden. Er bearbeitete im Rahmen des SFB ein Projekt zum genetischen Beratungsgespräch. Für seine Verdienste um den Aufbau der Universität Ulm, des Musischen Zentrums und des Arbeitskreises Ethik, insbesondere für sein Engagement im Sonderforschungsbereich Psychotherapeutische Prozesse sowie um die Forschungsförderung auf Bundesebene wurde er von der Universität Ulm als Ehrenbürger ausgezeichnet sowie 2000 mit der Ehrendoktorwürde ein Doctor medicinae honoris causa der Medizinischen Hochschule Hannover. Ein weiterer Schwerpunkt seiner späten Arbeit war Medizinethik.

## Wirken
Baitsch galt in den 1960er Jahren als einer der wesentlichen Initiatoren der Sonderforschungsbereiche der Deutschen Forschungsgemeinschaft. Von 1968 bis 1973 war er Senator und Kuratoriumsmitglied der Deutschen Forschungsgemeinschaft.
In Distanzierung von der angewandten Eugenik während des Nationalsozialismus bemühte sich Baitsch um eine Modernisierung der Eugenik als Teilgebiet der Humangenetik, um das genetische Potential vor Schäden zu bewahren. Statt ausmerzender eugenischer Maßnahmen bevorzugte er fördernde Maßnahmen wie die genetische Beratung und als weitere eugenische Strategien die Mutationsprophylaxe und Ansätze einer kausalen oder Substitutionstherapie. Seine gemeinsam mit der Psychologin Maria Reif verfasste Schrift Genetische Beratung – Hilfestellung für eine selbstverantwortliche Entscheidung? (1986) setzte das Konzept der nicht-direktiven Beratung in der Humangenetik durch.
Baitsch war Mitglied im Club of Rome und im Royal Anthropological Institute of London.
Baitsch war seit 1946 verheiratet mit der Anthropologin Brigitte Eyerich. Aus der Ehe gingen drei Töchter und ein Sohn hervor. Nach dem Tod seiner ersten Frau heiratete er Gerlinde Sponholz, Anthropologin und Medizinerin.

## Veröffentlichungen
- Gewinnung von Reinzuchthefen.  H. Baitsch. Fachliteratur-Ermittlungs- u. Berichtsdienst f. Industrie u. Forschung, Garmisch-Partenkirchen 1949.
- Über morphologische, psychologische und genealogische Untersuchungen an einer Durchschnittsbevölkerung, unter besonderer Berücksichtigung der Kretschmer'schen Konstitutionstypen. München, Med. F., Diss. v. 9. Juli 1951, o. O 1951.
- Die Mutter-Kind-Vererbung somatischer Merkmale. München, Naturwiss. F., Diss. v. 10. Dez. 1952 (Nicht f. d. Aust.)., o. O 1952.
- Zum Problem der Merkmalsauswahl für Trennverfahren (Barnard-Problem). In: Allgemeines statistisches Archiv.40, Nr. 2 1956, S. 160–167.
- Die Medizinische Vaterschaftsbegutachtung mit biostatistischem Beweis. Fischer, Stuttgart 1961.
- Über die genetische Variabilität und die Zukunft des Menschen. 1966.
- und Albert Ponsold: Lehrbuch der gerichtlichen Medizin für Mediziner und Juristen. 3. Auflage. G. Thieme, Stuttgart 1967.
- und Richard Schwarz: Menschliche Existenz und moderne Welt. Ein internationales Symposion zum Selbstverständnis des heutigen Menschen. Walter de Gruyter, Berlin 1967.
- und Georg Gerhard Wendt: Genetik und Gesellschaft. Marburger Forum Philippinum. Wiss. Verl.-Ges., Stuttgart 1970.
- und Ommo Grupe: Sport im Blickpunkt der Wissenschaften. Perspektiven, Aspekte, Ergebnisse. Springer, Berlin u. a. 1972, ISBN 3-540-05772-2.
- und Hansjochem Autrum, Ulrich Wolf: Humanbiologie. Ergebnisse und Aufgaben. Springer, Berlin 1973, ISBN 0-387-06150-9.
- Memorandum zum Studium der humanbiologischen Fächer an der Universität Ulm. Vorgelegt von d. Arbeitsgruppe Humanbiologie: Helmut Baitsch …. Universität Ulm, Ulm 1981.
- Naturwissenschaften und Politik. Am Beispiel des Faches Anthropologie während des Dritten Reiches ; [Vorlesung, gehalten im FB Biologie der Universität Hamburg anläßlich des Dies Academicus am 8. Mai 1985 in Erinnerung des 40. Jahrestages der Beendigung des Zweiten Weltkrieges]., Hamburg 1985.
- und Maria Reif: Genetische Beratung. Hilfestellung für eine selbstverantwortliche Entscheidung?. Springer, Berlin u. a. 1986, ISBN 0-387-16958-X.
- mit Rainer Knussmann und Rudolf Martin: Anthropologie. Handbuch der vergleichenden Biologie des Menschen; zugleich 4. Auflage des Lehrbuchs der Anthropologie, begründet von Rudolf Martin. 4. Auflage. Fischer, Stuttgart u. a. 1992, ISBN 3-437-30556-5.
- und Karl Schmitz-Moormann: Schöpfung und Evolution. Neue Ansätze zum Dialog zwischen Naturwissenschaften und Theologie ; im Anhang der deutsche Text der Botschaft Johannes Pauls II. an den Herausgeber der Beiträge zu dem Symposium aus Anlaß der 300-Jahr-Feier der Publikation der Principia mathematica Newtons (21. – 27. Sept. 1987 in Castel Gandolfo). 1. Auflage. Patmos-Verl, Düsseldorf 1992, ISBN 3-491-77927-8.
- und Axel W. Bauer (Hrsg.): Medizinische Ethik am Beginn des 21. Jahrhunderts. Theoretische Konzepte – klinische Probleme – ärztliches Handeln. hrsg. von Axel W. Bauer. Geleitw. von Klaus van Ackern. Mit Beitr. von H. Baitsch … Barth, Heidelberg, Leipzig 1998, ISBN 3-335-00538-4.
- und Urban Wiesing: Ethik in der medizinischen Forschung. Schattauer, Stuttgart 2000, ISBN 3-7945-2087-4.
- und Gebhard Allert: Ziele der Medizin. Zur ethischen Diskussion neuer Perspektiven medizinischer Ausbildung und Praxis ; mit 2 Tabellen. Schattauer, Stuttgart 2002, ISBN 3-7945-2123-4.
- Ethikkonsultation heute – vom Modell zur Praxis. Lit, Münster u. a. 2011, ISBN 978-3-8258-9308-8.
- und Gerlinde Sponholz: Man müsste es probieren. Das Ulmer Modell der ethischen Einzelfalldiskussion. Ethikkonsultation heute – vom Modell zur Praxis. Lit, Münster u. a. 2011, ISBN 978-3-8258-9308-8, S. 27–43.